# Nieuwe Synagoge (Hannover)
De Nieuwe Synagoge in Hannover bevond zich aan de vroegere Bergstraße in het huidige stadsdeel Calenberger Neustadt. Het werd naar het ontwerp van Edwin Oppler in de stijl van het eclecticisme en historisme gebouwd en vertoonde invloeden van de Parijse Sint-Augustinuskerk en de domkerken van Worms en Aken. De synagoge werd in 1870 in gebruik genomen en in 1938 verwoest.

## Geschiedenis

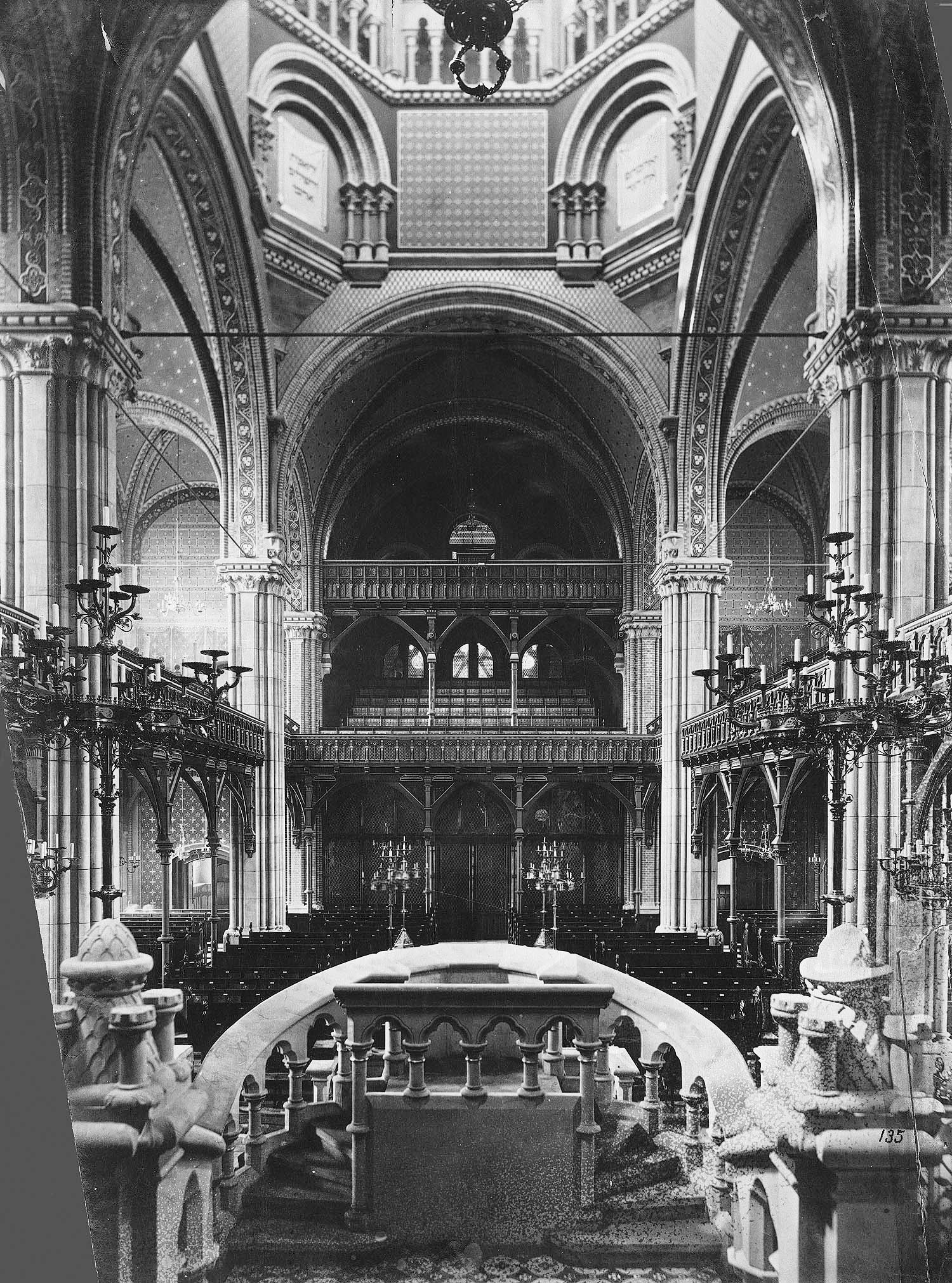
Interieur 1890

Omdat sinds 1588 een statuut bepaalde dat slechts protestanten het woonrecht bezaten in de Hannoverse binnenstad, leefden de joden overwegend in de Calenberger Neustadt. Voor de bouw van de Nieuwe Synagoge bestonden er andere gebedsruimten voor de joden, die door de sterk groeiende gemeenschap echter ontoereikend werden. De joden vormden op dat moment ongeveer 2% van de totale bevolking.
Voor de nieuwbouw van de synagoge verwierf de gemeente een representatief stuk grond in de buurt van de hof- en stadskerk Sint-Johannes. Voor de architect Edwin Oppler vormde de locatie een uitdaging en hij concludeerde dat het gebouw op de hele locatie op een vrije plek naast een christelijk bouwwerk een triomf van het jodendom in de 19e eeuw zou zijn' en dat de Nieuw Synagoge in Hannover de eerst in Duitse stijl zou worden.
In de jaren 1930 werden er meerdere aanslagen op de Nieuwe Synagoge gepleegd. Op 6 maart 1933 vond er een eerste brandstichting plaats, gevolgd door beschadiging van het portaal en even later de vensters in 1935. Tijdens de Kristallnacht in 1938 werd het gebouw in brand gestoken. Nadat het gebouw volledig uitbrandde werd het opgeblazen en geruimd. Rond 1940 werd op de plaats van de synagoge een bunker in de grond gebouwd, die na de oorlog in een ondergrondse garage werd veranderd.
In 1958 werd op enkele meters afstand van de voormalige locatie van de synagoge een plaquette geplaatst ter nagedachtenis aan de verwoesting van de synagoge. In 1978 kreeg de herinneringsplek een vastere vorm en in 1993 werd de plek vergroot. Het bevindt zich aan de Straße Rote Reihe, omdat de Bergstraße sinds de oorlog niet meer bestaat.
Aan het Opernplatz in Hannover werd in 1994 een door Michelangelo Pistoletto ontworpen monument opgericht, dat herinnert aan de 6.800 joden die vanuit Hannover op transport werden gesteld.

## Architectuur
Edwin Oppler, zelf een geassimileerde jood, ontwierp een synagoge met veel invloeden van christelijke kerken. De synagoge betrof een drieschepige centraalbouw op een kruisvormige plattegrond. De westelijke gevel werd geflankeerd door twee torens en in het oosten sloot zich een koorruimte met een halfronde apsis aan, waarin de thoraschrijn een plaats kreeg. Terwijl de Nieuwe Synagoge van Hannover nog spaarzame neogotische elementen kende, werden de latere ontwerpen voor synagoges van de architect zuiver neoromaans. De voor synagoges eveneens populaire moorse stijl wees hij af, omdat naar zijn mening deze bouwstijl meer in de Oriënt paste, te veel werd geassocieerd met de islam en niets met het jodendom van doen had.
De van gele baksteen gebouwde synagoge met omlijstingen van zandsteen kon in totaal 1100 mensen herbergen. Voor de mannen waren 650 plaatsen gereserveerd en voor vrouwen, op de door gietijzeren zuilen gedragen galerijen, 450 plaatsen.
De muren waren kleurrijk en de koepel was blauw geschilderd. De vensters hadden gebrandschilderde ramen.
- Gemeinsame Normdatei: 4785342-6
- Virtual International Authority File: 247853446